# Arctiinae
Arctiinae là một phân họ lớn và đa dạng bao gồm khoảng 11.000 loài bướm đêm thuộc bộ Cánh vẩy, phân bố ở khắp nơi trên thế giới, bao gồm 6.000 loài ở Trung và Nam Mỹ. Phân họ này gồm các nhóm phổ biến như bướm hổ (tiger moths), chúng thường có màu sáng.

## Phân loại
Trước đây, phân họ này được xếp thành họ riêng Arctiidae thuộc liên họ Noctuoidea. Về sau, dựa trên các kết quả nghiên cứu di truyền đã cho phép các nhà sinh vật học sắp xếp lại phân loại của chúng.
| Phân cấp  | Phân loại cũ                                       | Phân loại hiện tại                                 |
| --------- | -------------------------------------------------- | -------------------------------------------------- |
| Liên họ   | Noctuoidea                                         | Noctuoidea                                         |
| Họ        | Arctiidae                                          | Erebidae                                           |
| Phân họ   | Arctiinae, Lithosiinae, Syntominae                 | Arctiinae                                          |
| Tông      | Arctiini, Ctenuchini, Eudesmiini, Lithosiini, etc. | Arctiini, Lithosiini, Syntomini                    |
| Phân tông | —                                                  | Arctiina, Ctenuchina, Eudesmiina, Lithosiina, etc. |

## Các loài nổi tiếng
- Halysidota tesselaris
- Pyrrharctia isabella
- Spilarctia luteum
- Tyria jacobaeae
- Eilema lurideola
- Cycnia tenera
- Hyphantria cunea
- Arctia caja
- Hypercompe scribonia
- Lophocampa caryae
- Euplagia quadripunctaria
- Euchaetes egle
- Callimorpha dominula
- Phragmatobia fuliginosa ssp. melitensis

## Hình ảnh

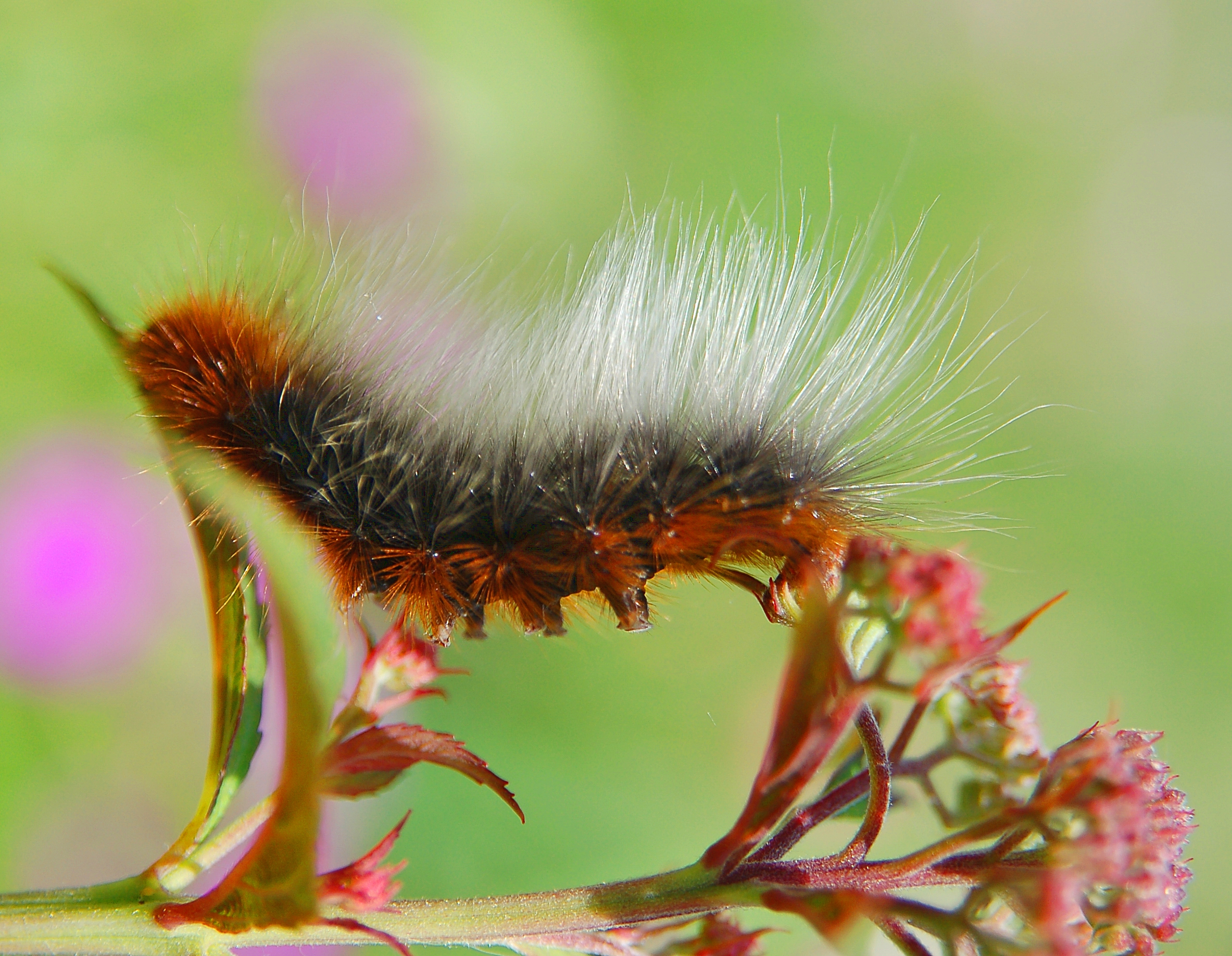
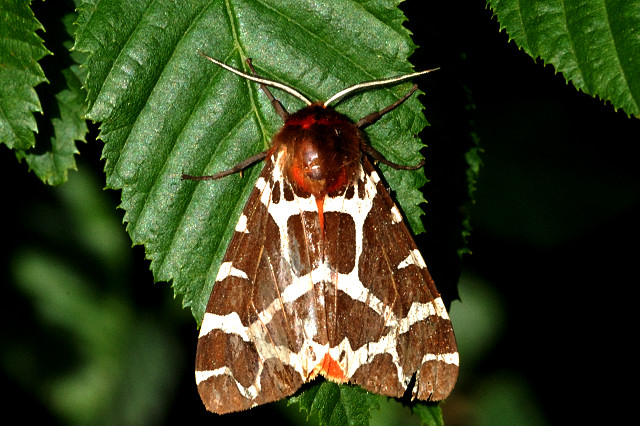
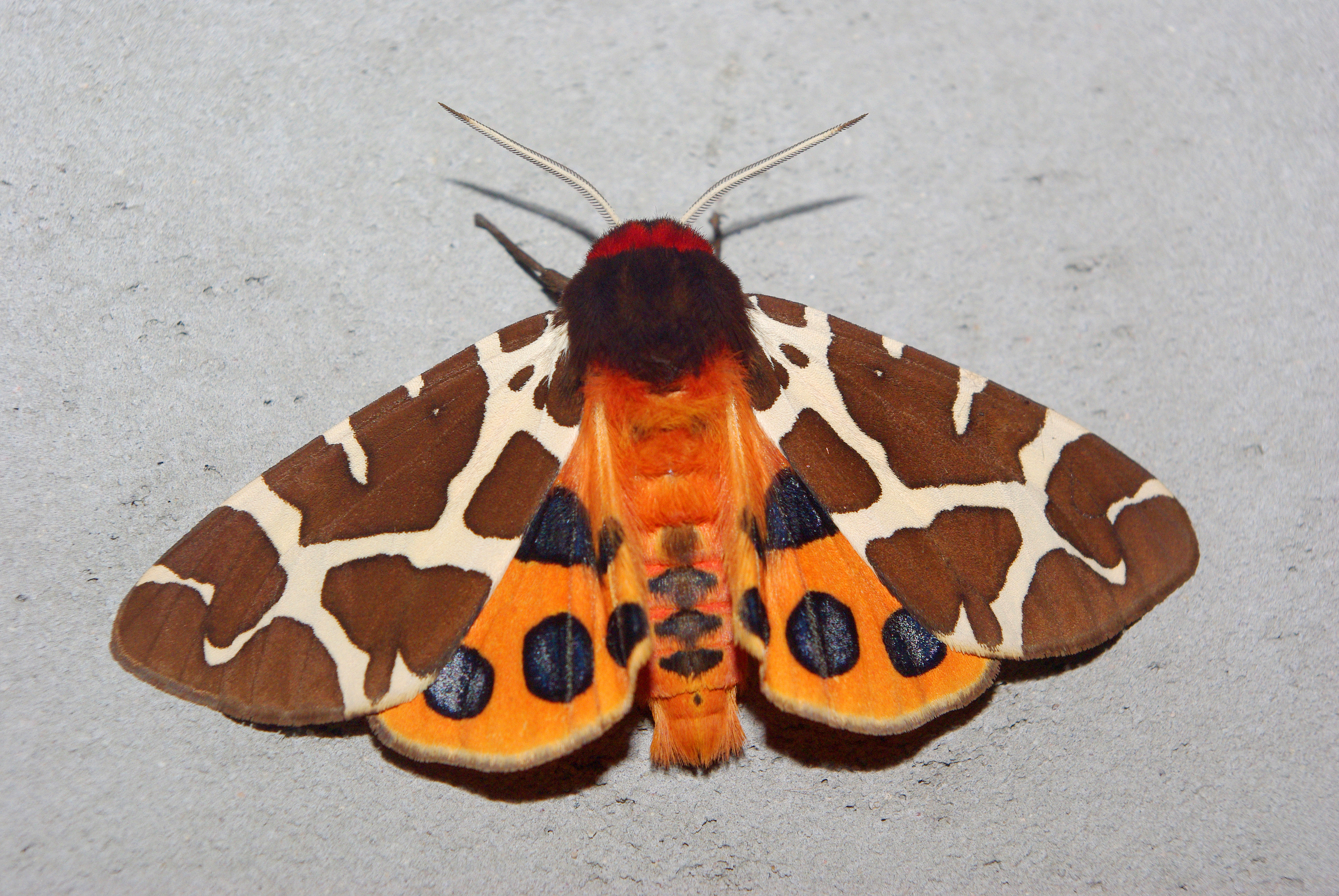
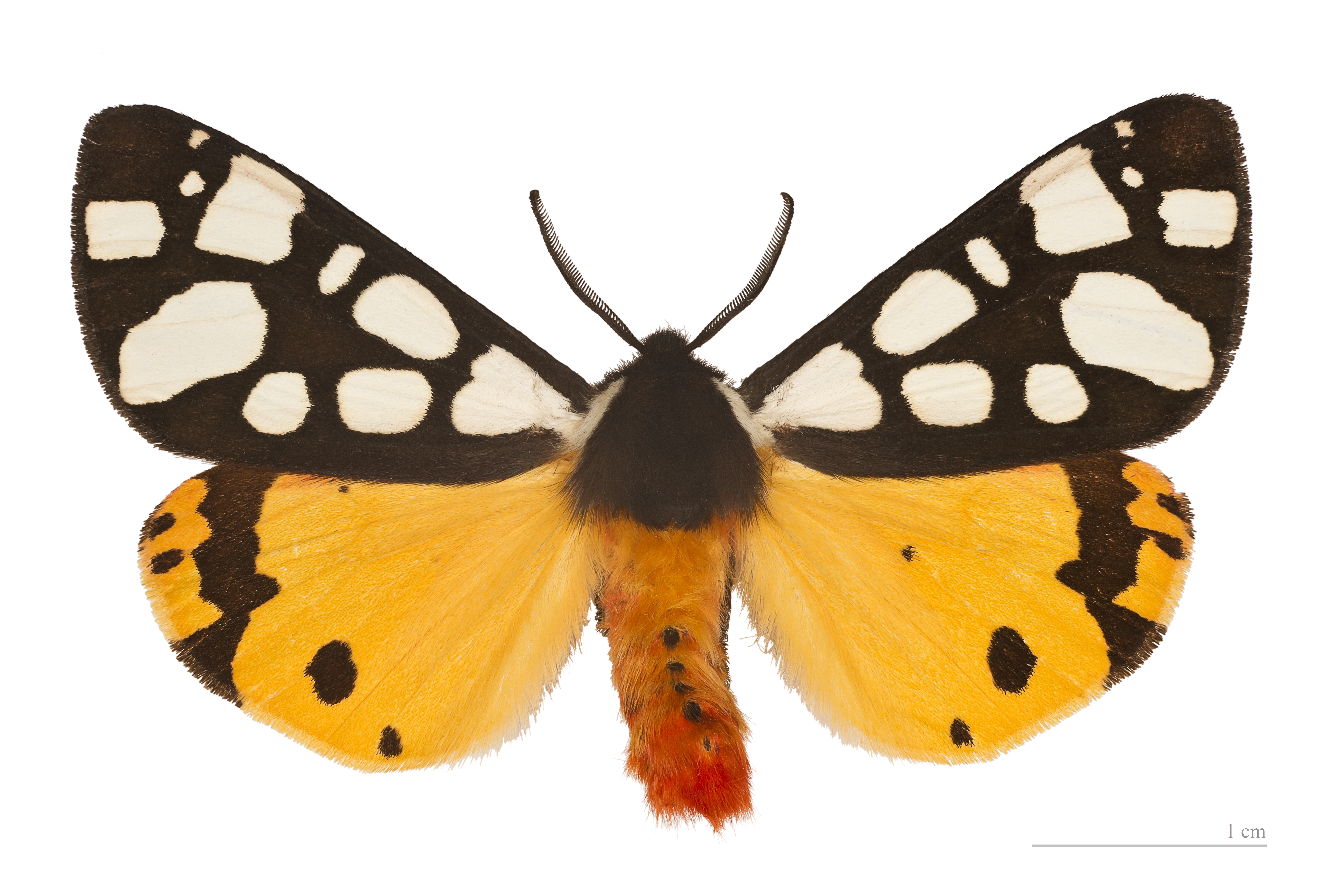